# ヘルマン1世・フォン・バーデン
ヘルマン1世・フォン・バーデン（ドイツ語：Hermann I. von Baden, 1040年ごろ - 1074年4月25/26日）は、ヴェローナ辺境伯（在位：1061年 - 1074年）およびブライスガウ伯。バーデン辺境伯家の始祖。

## 生涯
ヘルマンはケルンテン公ベルトルト2世の長男で、ツェーリンゲン公ベルトルト2世およびコンスタンツ司教ゲープハルト3世の兄である。
ヴェローナ辺境伯の称号は、ツェーリンゲン家の（名目上の）ケルンテン公が保持していたヴェローナ辺境伯領にちなんだものであり、ブライスガウ伯の権利はツェーリンゲン家が保持していたものであった。妃についてはユーディトという名のみが知られており、南西ドイツのいずれの貴族の家系出身かはまだ明らかとなっていない。
叙任権闘争においてツェーリンゲン家の祖地シュヴァーベンを壊滅させた内乱を経験した後、ヘルマン1世は1073年にクリュニー修道院に隠遁し、修道会の誓いを立てて在俗の修道士となった。ヘルマンは翌年に同修道院で死去した。カトリック教会はバーデン辺境伯ヘルマン1世を列福し、4月25日が記念日である。
同じ理由により、弟のツェーリンゲン公ベルトルト2世は、1079年以降に統治の中心をライン川上流域に移した。
ヘルマンはバーデン辺境伯としては数えられないが、バーデン家の中で最初のヘルマンの名を持つ人物である。
その後数年間、ヘルマンという名前はいずれの場合も長男の名として使用されたようで、この名前の継承者である長男が亡くなった場合、次男がこの名前を引き継いだとみられる。
妃ユーディト（1091年没）との間に少なくとも1男ヘルマン2世をもうけた。ヘルマン2世はバーデン辺境伯を名乗った最初の人物である。